# Sant Antoni de Pàdua de Can Mas

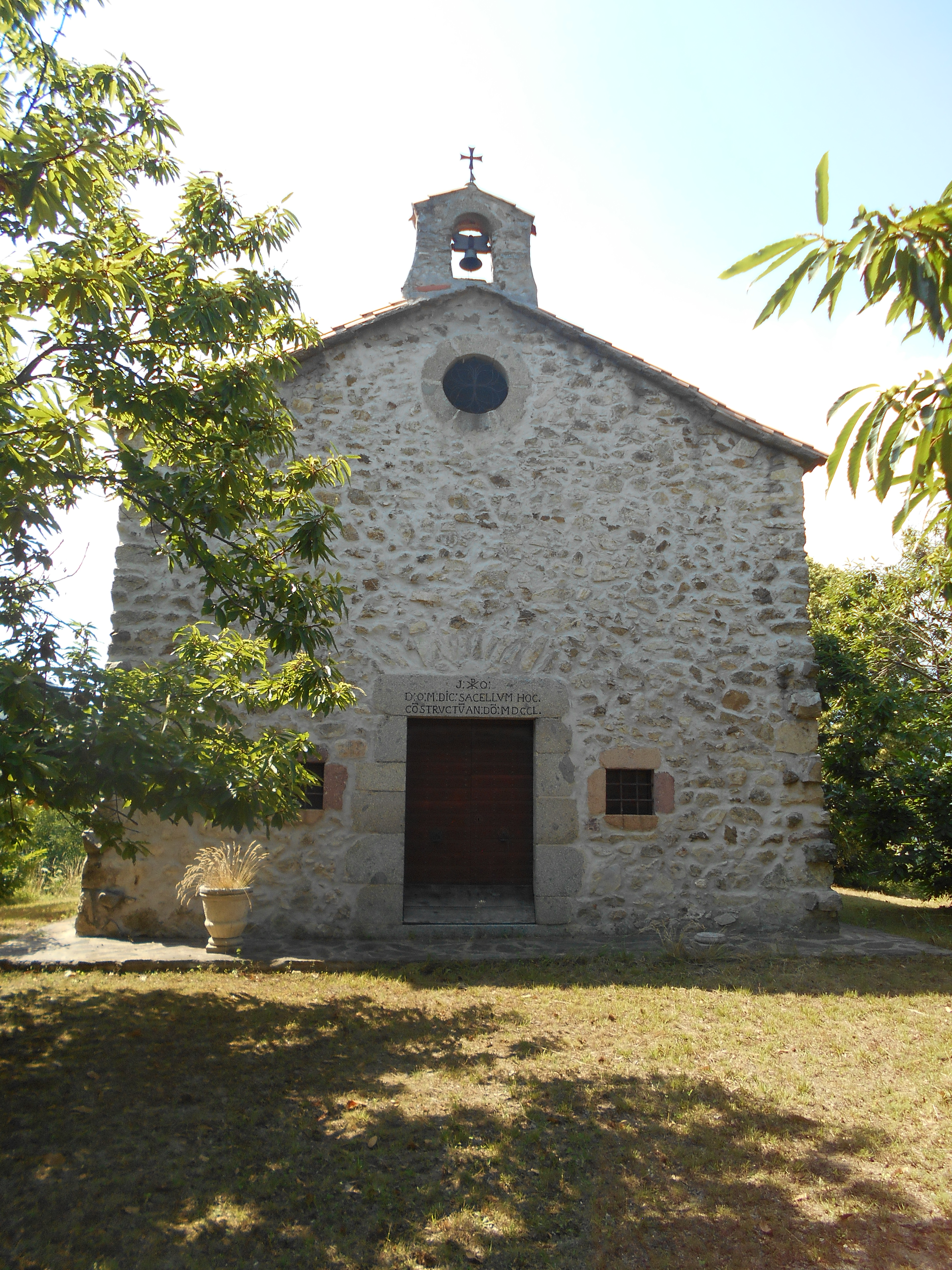
Façana oriental

Sant Antoni de Pàdua de Can Mas, o de les Tres Cases, és la capella particular del petit veïnat de Can Mas, en el poble nord-català de Serrallonga, de la comuna homònima, a la comarca del Vallespir (Catalunya del Nord).
Està situada a l'extrem sud-oest del poble, en el carrer de Sant Antoni, al capdamunt d'un petit turonet que domina el veïnat.
És una església petita, d'una sola nau, coberta amb volta de canó i absis semicircular encarat al nord-oest. La llinda de la porta del temple mostra la data de construcció: 1750.